# Gnagen
Gnagen ist ein mit Verordnung des Regierungspräsidiums Tübingen vom 23. Dezember 1985 ausgewiesenes Naturschutzgebiet mit der Nummer 4.132.

## Lage
Das Naturschutzgebiet befindet sich im Naturraum Südwestliches Albvorland und liegt nördlich der Stadt Geislingen. Es ist sowohl Teil des FFH-Gebiets Nr. 7718-341 Kleiner Heuberg und Albvorland bei Balingen als auch des Vogelschutzgebiets Nr. 7718-441 Wiesenlandschaft bei Balingen.

## Schutzzweck
Laut Verordnung ist der Schutzzweck die Erhaltung eines Feuchtgebietes mit kleinräumigen Mosaikstrukturen von Halbtrockenrasen zu überwiegend wechselfeuchten bis nassen Standorten innerhalb eines Bachtales in Verbindung mit Einzelbäumen, Hecken und einer Streuobstwiese als ökologisch herausragender Brutplatz zahlreicher, vom Aussterben bedrohter Vogelarten der Roten Liste. Besonders schützenswert ist die Feuchtgebietsflora in ihren typischen Ausbildungen und die Vielfalt an von Wasser abhängigen Spinnen, Schmetterlingen, Libellen, Amphibien, Vögeln und Kleinsäugern.

## Flora und Fauna
In den Großseggenrieden und Feuchtwiesen des Gebiets kommen Trollblume, Sumpfdotterblume und Schlangen-Knöterich vor. An Vogelarten sind anzutreffen: Neuntöter, Wendehals, Wachtel, Rebhuhn und Braunkehlchen.